# Осгуд (Огайо)
Осгуд (англ. Osgood) — селище (англ. village) в США, в окрузі Дарк штату Огайо. Населення — 306 осіб (2020).

## Географія
Осгуд розташований за координатами 40°20′22″ пн. ш. 84°29′44″ зх. д. / 40.33944° пн. ш. 84.49556° зх. д. (40.339392, -84.495632).  За даними Бюро перепису населення США в 2010 році селище мало площу 0,88 км², уся площа — суходіл.

## Демографія
Згідно з переписом 2010 року, у селищі мешкали 302 особи в 120 домогосподарствах у складі 82 родин. Густота населення становила 342 особи/км².  Було 121 помешкання (137/км²).
Расовий склад населення:
| - 98,3 % — білих - 1,7 % — корінних американців |

До двох чи більше рас належало 0,0 %. Частка іспаномовних становила 1,3 % від усіх жителів.
За віковим діапазоном населення розподілялося таким чином: 28,5 % — особи молодші 18 років, 49,3 % — особи у віці 18—64 років, 22,2 % — особи у віці 65 років та старші. Медіана віку мешканця становила 38,4 року. На 100 осіб жіночої статі у селищі припадало 111,2 чоловіків;  на 100 жінок у віці від 18 років та старших — 96,4 чоловіків також старших 18 років.
Середній дохід на одне домашнє господарство  становив 70 845 доларів США (медіана — 61 875), а середній дохід на одну сім'ю — 86 169 доларів (медіана — 84 375). За межею бідності перебувало 1,3 % осіб, у тому числі 0,0 % дітей у віці до 18 років та 0,0 % осіб у віці 65 років та старших.
Цивільне працевлаштоване населення становило 149 осіб. Основні галузі зайнятості: виробництво — 38,3 %, освіта, охорона здоров'я та соціальна допомога — 24,2 %, будівництво — 12,8 %, фінанси, страхування та нерухомість — 8,1 %.